# Аборти в Ірландії

Правовий статус абортів у світі:
Легальний
Легальний при зґвалтуванні та за медико-соціальними показниками
Легальний у випадках (або заборонений, окрім випадків) зґвалтування, медико-соціальних протипоказань
Заборонений, окрім випадків зґвалтування та медико-соціальних протипоказань
Заборонений, окрім випадків загрозі життю жінки, та при наявності психічних і патологічних протипоказань
Заборонений без виключень
Відмінності за регіонами
Відсутні дані

Аборти в Республіці Ірландія заборонені законом, крім випадків порятунку життя вагітної жінки. Втім, доступність і до таких абортів ще більш обмежена через відсутність легкодоступного методу визначення законності застосування аборту.
Питання про аборти продовжує залишатися спірним для ірландських політиків, упродовж останніх 30 років проведено 5 національних референдумів.

## Історія питання
Після досягнення незалежності від Великої Британії в 1922 році парламентський акт 1861 року про злочини проти особистості залишився в силі, згідно з актом будь-які аборти розглядалися як незаконні і карані діяння. Один з найбільш відомих підпільних акушерів Мемі Кедден був засуджений до повішення в 1957 році після смерті однієї з його пацієнток, покарання було замінено на довічне ув'язнення. 
На зламі 1970-х і 1980-х років в Ірландії почалась кампанія за включення заборони на аборт у конституцію Ірландії. Її почали консервативні католицькі групи, які боялися, що поступова лібералізація суспільства призведе до скасування заборони. 1983 року в конституцію Ірландії внесено Восьму поправку, згідно з якою плід має право на життя після зачаття.
1992 року піднялася суперечка навколо питання, чи жінка, яка завагітніла після встановленого законом зґвалтування, може покинути Ірландію (Справа Генерального прокурора проти Х, так звана «справа Х»), щоб зробити аборт в іншій країні, де це дозволено. Того ж року відбувся референдум, за підсумками якого до конституції внесено дві поправки, про право виїзду за кордон з метою аборту і про право на інформацію про послуги, законно пропоновані за кордоном. Третю пропозицію, про внесення Дванадцятої поправки, яка ще більш посилює законодавство про аборти в Ірландії, було відкинуто.
2002 року відбувся референдум щодо внесення Двадцять п'ятої поправки, згідно з якою ризик самогубства жінки вважався підставою для проведення законного аборту, але цю пропозицію було відкинуто.
Після смертей вагітних жінок, позбавлених права отримувати медичну допомогу через їхню вагітність (наприклад, смерть Шейли Холджерс у 1983 році), виникали численні суперечки. 2012 року, після смерті Савіти Халаппанвар, прокотилася хвиля протестів щодо необхідності внесення змін до ірландського законодавства про аборти. HSE National Ambulance Service провело громадське розслідування стосовно рапортів, що після діагностування смерті плоду їй було відмовлено в аборті, оскільки його серце все ще билося.
У 2005 році дві ірландки і одна литовка, які до цього їздили в Англію, щоб зробити аборт, подали позов у Європейський суд з прав людини відносно того, що обмежувальне і незрозуміле ірландське законодавство порушує деякі положення європейської конвенції з прав людини. 9 грудня 2010 року відбулися слухання справи («A. B. C. проти Ірландії»), 16 грудня прийнято рішення. Суд постановив по справі, що жінки не мають права на аборт і що перших двох жінок не примушували виїжджати з країни через ірландський закон, який «законно захищає суспільну мораль». Суд також постановив, що ірландське законодавство завдає удару по справедливому балансові між правами жінок на повагу до їхнього приватного життя і правом плоду. Рішення суду стало зобов'язуючим для Ірландії і всіх членів Ради Європи. Уряд створив експертну групу, яка в листопаді 2012 року оприлюднила результати своїх досліджень, заявивши, що Ірландія зобов'язана дотримуватися рішення суду, і рекомендувала провести законодавчі та нормативні реформи. Пізніше уряд відповів на доповідь групи, висловивши іншу версію причини смерті Савіти Халаппанвар в ірландській лікарні, заявивши, що буде прийнято закон, який уточнює критерії здоров'я, відповідно до яких можна проводити аборт.

## Закон
Питання про аборти визначене статтями 58 і 59 акту злочинів проти особистості.
|  | 58. Кожна вагітна жінка, яка здійснюючи намір викликати викидень, незаконно вводить в організм будь-яку отруту або інші згубні засоби, або незаконно використовує будь-які інструменти або інші засоби взагалі маючи такий намір, і кожен, хто, виконуючи намір зробити викидень будь-якій жінці, є вона вагітною чи ні, незаконно вводить їй в організм або приводить її до введення будь-якої отрути або іншого згубного засобу, або використовує будь-які інструменти або інші засоби взагалі маючи такий намір, вважається винним у [злочині] і, бувши засудженим за нього, підлягає, ..., [довічному ув'язненню]…. 59. Кожен, хто незаконно постачає або здобуває будь-яку отруту або інші згубні засоби, або будь-які інструменти або які б то не було засоби, знаючи, що вони призначені для незаконного використання або використовуються з наміром зробити викидень будь-якій жінці, вагітна вона чи ні, вважається винним [в злочині] і, бувши засудженим за нього, підлягає, ..., [позбавленню волі на строк, що не перевищує п'яти років]. Оригінальний текст (англ.) 58. Every Woman, being with Child, who, with Intent to procure her own Miscarriage, shall unlawfully administer to herself any Poison or other noxious Thing, or shall unlawfully use any Instrument or other Means whatsoever with the like Intent, and whosoever, with Intent to procure the Miscarriage of any Woman, whether she be or be not with Child, shall unlawfully administer to her or cause to be taken by her any Poison or other noxious Thing, or shall unlawfully use any Instrument or other Means whatsoever with the like Intent, shall be guilty of [an offence], and being convicted thereof shall be liable, ..., to [imprisonment] for Life ....[11] 59. Whosoever shall unlawfully supply or procure any Poison or other noxious Thing, or any Instrument or Thing whatsoever, knowing that the same is intended to be unlawfully used or employed with Intent to procure the Miscarriage of any Woman, whether she be or be not with Child, shall be guilty of [an offence], and being convicted thereof shall be liable, ..., to [imprisonment for a term not exceeding five years. |

На референдумі 1983 року ірландські виборці схвалили внесення Восьмої поправки до Конституції Ірландії. У Конституцію додано нижченаведений параграф:
«Держава визнає право на життя ненародженої дитини і, з урахуванням рівного права на життя матері, гарантує у своїх законах повагу, і, наскільки це можливо, закони, що захищають і відстоюють це право».
Через 9 років після внесення цієї поправки Генеральний прокурор звернувся до Верховного суду, щоб домогтися судової заборони на поїздку 14-річної дівчини, яка завагітніла внаслідок зґвалтування, у Велику Британію для здійснення аборту. У результаті Верховний суд ухвалив, що, хоча в Конституції є пункт закону, на основі якого можна видати таку заборону, але суд відмовляється її видати у зв'язку з тим, що дівчина перебуває в стані, близькому до самогубства, цей стан являє небезпеку для її життя, що й виправдовує аборт. Це справа, що набула популярності як «справа Х», викликала великі суперечки з обох боків супротивників і захисників абортів і призвела до чотирьох референдумів, за підсумками двох референдумів прийнято Тринадцяту і Чотирнадцяту поправки. В текст поправки внесено ще два параграфи, їх пункти скасовували обмеження на абортний туризм. Цей підрозділ також не обмежує свободу отримувати або робити доступною в державі (з урахуванням таких умов, які можуть бути встановлені законом) інформацію, що стосується послуг, які доступні на законній підставі в іншій державі.
На третьому референдумі голосували за пропозицію внести Дванадцяту поправку, яка пропонує виправдання аборту для уникнення загрози самогубства, але цю пропозицію відхилено.
На наступному референдумі, проведеному в 2002 році, голосували за пропозицію внести Двадцять п'яту поправку до Конституції, згідно з якою загроза самогубства розглядалася як підстава для законного аборту, але цю пропозицію відхилено.

## Опитування громадської думки
Для дослідження громадської думки в Ірландії проведено кілька опитувань:
У 1997 році, згідно з даними опитування Irish Times/MRBI, 18 % опитаних висловилися за повну заборону абортів, 77 % вважало, щоб аборт потрібно дозволити за певних обставин (це число розділилося на 35 %, які вважали, що аборт можна дозволяти тільки якщо існує загроза життю вагітної, 14 % — загроза здоров'ю вагітної, 28 % — «аборт має бути доступний для тих, хто його потребує»), 5 % не висловили певного рішення.
Дослідження Королівського хірургічного коледжу (Royal College of Surgeons in Ireland) у вересні 2004 року для агентства з криз вагітностей встановило, що 51 % групи респондентів у віці до 45 років підтримували дозвіл аборту за запитом, 39 % вважали, що аборт можливий лише за обмежених обставин. Тільки 8 % вважають, що аборт має бути під забороною за будь-яких обставин.
Вересневе опитування 2004 року Irish Examiner/Lansdowne встановило, що 36 % опитаних вважають, що аборти потрібно дозволити, а 47 % висловилися за їх заборону.
Червневе опитування 2007 року TNS/MRBI виявило, що 43 % підтримували легальний аборт для жінок, які вважають, що аборт буде в їхніх інтересах, 51 % залишилися противниками абортів. 82 % вважали, що аборт можна дозволяти в разі небезпеки для життя жінки, 75 % — у разі, якщо плід зможе вижити поза маткою, і 73 % — якщо вагітність виникла внаслідок сексуального насильства.
Вересневе опитування 2010 року Irish Examiner/Red C, проведене в режимі онлайн, встановило, що 60 % респондентів у віці 18—35 років вважали, що аборти потрібно дозволити, 10 % з цієї групи визнали, що в їхніх стосунках аборти мали місце. Те саме обстеження виявило, що 75 % жінок вважали, що екстрена контрацепція повинна продаватися вроздріб, а не відпускатися тільки за рецептами.
Вересневе опитування 2012 року Санді таймс/Behaviour and Attitudes групи з 923 осіб показало, що 80 % підтримували ідею внесення до закону поправок, які дозволяють проведення абортів у разі, якщо життя жінки опиниться під загрозою, 16 % висловилися проти, 4 % не прийшли до певного рішення.
Листопадове опитування 2010 року Sunday Business Post/Red C, проведене серед 1003 дорослих, показало, що 85 % опитаних хотілося б, щоб уряд «прийшов до законодавчого вирішення справи Х, згідно з яким аборти були б дозволені у разі загрози життю матері, включаючи суїцид», 10 % висловилися проти, а 5 % не прийшли до певного рішення. Згідно з даними того самого опитування, 82 % підтримали внесення поправки в Конституцію, яка дасть право на аборт у всіх випадках серйозної загрози життю жінки й у випадках, коли вагітність стає наслідком зґвалтування», 36 % опитаних підтримали ідею внесення поправки в Конституцію, що дозволяє аборти на вимогу жінки». 63 % опитаних підтримали ідею внесення поправки до Конституції з приводу справи Х, тобто виключення загрози самогубства як підстави для аборту, але все ж таки дозволити аборти, якщо життя жінки перебуває під загрозою і без самогубства».

## «Абортний туризм» у Велику Британію
Оцінки кількості ірландок, які вирушають до Великої Британії з метою здійснення абортів, варіюються. За оцінками, 2001 року близько 7 тис. жінок виїхали за кордон, щоб зробити аборт. У травні 2007 Health Service Executive не дав можливості 17-річній дівчині, відомій під ім'ям «Міс Ді» (Miss D), вагітної плодом, ураженим аненцефалією, поїхати до Британії, щоб зробити аборт. Згідно з постановою Верховного суду від 9 травня 2007 року, було заборонено чинити їй перешкоди на законних підставах до виїзду з країни, попри те, що вона перебувала під опікою держави.